# 八天宮社
八天宮社（はってんぐうしゃ）とは、山梨県甲州市にある神社である。
今は、今沢茂則が、宮司を務めている。

## 祭神
神武天皇・綏靖天皇・安寧天皇・懿徳天皇・孝昭天皇・孝安天皇・孝霊天皇・孝元天皇が、祀られている。

## 歴史
- 天正2年（1574年） - 武田信玄より、二貫五〇〇匁を寄進される。
- 宝永7年（1710年） - 地頭役の松平甲斐守により本殿が再建され、同年、信徒により石段100段と、その上に10段石段を築き本殿を安置した。
- 文政2年（1819年） - 本殿が造営される。
- 元治元年（1864年） - 拝殿が造営される。
- 昭和15年（1940年） - 本殿が再建される。
- 昭和57年（1982年） - 石鳥居・石段・御手水舎・石灯籠が氏子から寄進される。

## 社殿
- 石鳥居
- 石段
- 御手水舎
- 石灯籠
- 拝殿
- 本殿

## 祭事・年中行事
- 例祭（十月十五日）